# Boundary House
Boundary House er en britisk stumfilm fra 1918 af Cecil M. Hepworth.

## Medvirkende
- Alma Taylor som Jenny Gay
- Gerald Ames som Cherry Ricardo
- William Felton som Old Fob
- Victor Prout som Henry Gay
- John MacAndrews som Ricardo